# Diapetimorpha rugosa
Diapetimorpha rugosa är en stekelart som beskrevs av Henry Keith Townes, Jr. 1962. Diapetimorpha rugosa ingår i släktet Diapetimorpha och familjen brokparasitsteklar. Inga underarter finns listade i Catalogue of Life.